# Abdulla Salem
Abdulla Salem (Dubái, Emiratos Árabes Unidos, 18 de marzo de 1983) es un exfutbolista de los Emiratos Árabes Unidos que jugaba en la posición de defensa.

## Carrera

### Club
| Periodo   | Club                           |
| --------- | ------------------------------ |
| 2003-2004 | Al-Wahda FC                    |
| 2005–2012 | Al-Ahli FC                     |
| 2012      | Al-Wahda FC                    |
| 2012–2018 | Sharjah FC                     |
| 2018      | → Al-Ittihad Kalba SC (cedido) |
| 2018–2019 | Al-Ittihad Kalba SC            |
| 2019–2020 | Al Urooba Club                 |

### Selección nacional
Jugó para Emiratos Árabes Unidos en 11 ocasiones de 2003 a 2004, participó en la Copa Mundial de Fútbol Sub-20 de 2003 y la Copa Asiática 2004.

## Logros
- UAE Pro League (2): 2005-06, 2008-09
- Copa Presidente de Emiratos Árabes Unidos (1): 2007-08
- Copa de Liga de los Emiratos Árabes Unidos (1): 2011-12
- Supercopa de los Emiratos Árabes Unidos (1): 2009